# Поранена тиша
«Поранена тиша» («Sužeista tyla») — радянський художній фільм 1979 року, знятий режисером Альгімантасом Кундялісом на Литовській кіностудії.

## Сюжет
Фільм поставлений за романом Юозаса Пожери «Заморозки». 1949 рік. Повоєнна Литва. Два брати опинилися по різні боки барикад.

## У ролях
- Вітаутас Томкус — Вінцас Шална (дубляж: Павло Кашлаков)
- Петеріс Гаудіньш — Стасіс Шална (дубляж: Юрій Демич)
- Егле Габренайте — Агне (дубляж: Людмила Старіцина)
- Роландас Буткявічюс — «Анелюкас» (дубляж: Георгій Штиль)
- Стасіс Петронайтіс — «Ершкетіс» (дубляж: Ігор Єфімов)
- Чесловас Юдейкіс — «Добілас»
- Вільгельмас Вайчекаускас — «Курміс»
- Вітаутас Григоліс — «Клявас»
- Ірена Лютікайте — Марія (дубляж: Галина Чигинська)
- Антанас Шурна — Чибірас (дубляж: Валерій Кравченко)
- Артем Іноземцев — майор (дубляж: Юрій Соловйов)
- Ірена Житкут — Юзіте
- Альгіс Матульоніс — Кучінскас (дубляж: Анатолій Азо)
- Ромуальдас Раманаускас — Жарьонас
- Ремігіюс Сабуліс — Пакальніс
- Нійоле Гяльжиніте — роль другого плану
- Рімантас Багдзявічюс — роль другого плану
- Александрас Рібайтіс — роль другого плану
- Владас Баранаускас — роль другого плану
- Антанас Жякас — роль другого плану
- Зенонас Рочіс — роль другого плану
- Вальдас Жільонас — роль другого плану
- Дайва Вайткявічюте — роль другого плану
- Вітаутас Румшас — роль другого плану
- Альгірдас Врубляускас — роль другого плану
- Сігітас Рачкіс — роль другого плану

## Знімальна група
- Режисер — Альгімантас Кундяліс
- Сценарист — Юозас Пожера
- Оператор — Алоїзас Янчорас
- Композитор — Юлюс Андреєвас
- Художник — Альгімантас Шважас